# Episodi di Heartland (undicesima stagione)
L'undicesima stagione di Heartland è andata in onda sul canale canadese CBC dal 24 settembre 2017 all'8 aprile 2018. 
In Italia è stata trasmessa in prima visione assoluta dal 19 agosto al 21 ottobre 2018 su Rai 2.
| nº | Titolo originale       | Titolo italiano         | Prima TV Canada   | Prima TV Italia   |
| -- | ---------------------- | ----------------------- | ----------------- | ----------------- |
| 1  | Baby on Board          | Bambina a bordo         | 24 settembre 2017 | 19 agosto 2018    |
| 2  | Highs and Lows         | Alti e bassi            | 1º ottobre 2017   | 26 agosto 2018    |
| 3  | Decision Time          | Grandi decisioni        | 8 ottobre 2017    | 26 agosto 2018    |
| 4  | Hard to Say Goodbye    | Difficile dire addio    | 15 ottobre 2017   | 2 settembre 2018  |
| 5  | Measuring Up           | Essere all'altezza      | 22 ottobre 2017   | 2 settembre 2018  |
| 6  | Strange Bedfellows     | Strani alleati          | 5 novembre 2017   | 9 settembre 2018  |
| 7  | Our Sons and Daughters | I nostri figli e figlie | 12 novembre 2017  | 9 settembre 2018  |
| 8  | Truth be Told          | Basta bugie             | 19 novembre 2017  | 16 settembre 2018 |
| 9  | Challenges             | Sfide                   | 3 dicembre 2017   | 16 settembre 2018 |
| 10 | A Fine Balance         | A un passo da te        | 7 gennaio 2018    | 23 settembre 2018 |
| 11 | Somewhere in Between   | L'equilibrio della vita | 14 gennaio 2018   | 23 settembre 2018 |
| 12 | Out of the Shadow      | Fuori dall'ombra        | 21 gennaio 2018   | 30 settembre 2018 |
| 13 | Reunion                | Rimpatriata             | 28 gennaio 2018   | 7 ottobre 2018    |
| 14 | Past Imperfect         | Passato imperfetto      | 4 febbraio 2018   | 14 ottobre 2018   |
| 15 | Strength of Bonds      | La forza dei legami     | 11 marzo 2018     | 14 ottobre 2018   |
| 16 | A Place to Call Home   | Un posto chiamato casa  | 18 marzo 2018     | 14 ottobre 2018   |
| 17 | Doubt                  | Dubbi                   | 1º aprile 2018    | 21 ottobre 2018   |
| 18 | Naming Day             | La famiglia             | 8 aprile 2018     | 21 ottobre 2018   |